# Ypsolopha ustella
Ypsolopha ustella (Clerck 1759) је врста ноћног лептира (мољца) из породице Ypsolophidae.

## Распрострањење
Y. ustella распрострањена је широм Европе, као и у Северној Америци. У Србији је ређа врста, бележи се углавном у Војводини и западној Србији, иде до око 1000 м надморске висине.

## Опис
Лептир је варијабилан у погледу обојености. Глава је окер боје или сива, предња крила су ужа бледо сива или бледо сивкаста - окераста или тамно бронзана. Понекад има неколико тамнијих тачака или нејасне уздужне светле пруге, а задња крила су сива. Гусеница је зелена. Распон крила је од 15 до 20 mm. Лептир лети од средине јула до априла у западној Европи, али могу бити активни и током целе године у зависности од поднебља. Биљка хранитељка је храст. Врста презимљава у стадијуму одрасле јединке.

## Галерија
- лептир
- лептир
- гусеница
- лутка
- лептир